# Pito castellano

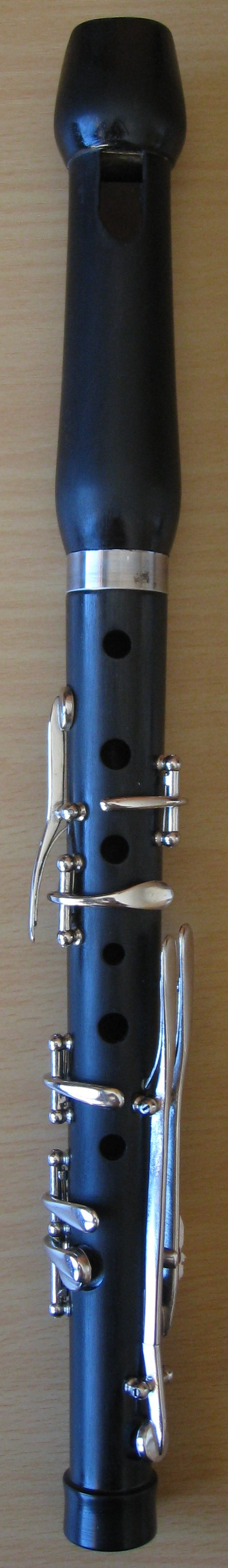
Pito castellano con llaves hecho de ébano por el artesano Maurino Cilleruelo Arroyo

El pito castellano es un instrumento de viento de la familia de las flautas cuyo origen es el flageolet, muy arraigado en Castilla. Tiene un sonido agudo característico, por lo que a la gente que tiene una voz chillona se le dice que tiene "voz de pito".
El pito castellano puede o no tener llaves en los agujeros con una distribución similar a la dulzaina castellana.
Este instrumento folclórico castellano es uno de los utilizados por la banda Ars Amandi en sus composiciones fusionándolo con los instrumentos típicos del rock y creando por tanto música folk rock.